# Scolesa lanaris
Scolesa lanaris är en fjärilsart som beskrevs av Rothschild 1907. Scolesa lanaris ingår i släktet Scolesa och familjen påfågelsspinnare. Inga underarter finns listade.